# Hesperapis regularis
Hesperapis regularis là một loài ong trong họ Melittidae. Loài này được Cresson miêu tả khoa học đầu tiên năm 1878.